# Sanford (Carolina do Norte)
Sanford é uma cidade localizada no estado norte-americano de Carolina do Norte, no Condado de Lee.

## Demografia
Segundo o censo norte-americano de 2000, a sua população era de 23.220 habitantes.
Em 2006, foi estimada uma população de 27.771, um aumento de 4551 (19.6%).

## Geografia
De acordo com o United States Census Bureau tem uma área de
62,5 km², dos quais 62,3 km² cobertos por terra e 0,2 km² cobertos por água. Sanford localiza-se a aproximadamente 101 m acima do nível do mar.

## Localidades na vizinhança
O diagrama seguinte representa as localidades num raio de 28 km ao redor de Sanford.